# بيل آدمز
بيل آدمز (بالإنجليزية: Bill Adams)‏ مواليد 3 نوفمبر 1902 في إنجلترا وتوفي 15 مارس 1963 في ساوثهامبتون، كان لاعب كرة قدم إنجليزي كان يلعب كمدافع.